# Wanja Mues
Wanja Mues (né en 1973 à Hambourg) est un acteur allemand.

## Biographie
Wanja Mues est le fils de l'acteur Dietmar Mues et le frère de Jona Mues. Après l'abitur, il intègre l'Actors' Studio MFA-Program at the School for Social Research ainsi que le Robert Lewis Theatre Workshop à New York. Il apparaît pour la première fois en 1986 dans la série Jokehnen. En 2002, son rôle dans la série Absolut das Leben lui apporte la célébrité. Il joue de plus en plus pour la télévision, mais aussi au théâtre et au cinéma.

## Filmographie sélective
Séries télévisées
- 1987 : Jokehnen
- 1991–1994 : Unsere Hagenbecks (35 épisodes)
- 1997 : Tatort – Bluthunde
- 1998 : Vater wider Willen (saison 2, épisodes 2 et 4)
- 1998 : Girl friends – Freundschaft mit Herz (8 épisodes)
- 2001 : Tatort – Trübe Wasser
- 2002 : Absolut das Leben
- 2002 : Tatort – Totentanz
- 2003–2007 : Fortune et Trahisons (28 épisodes)
- 2003 : Alerte Cobra (saison 16, épisode 9)
- 2004 : Rosamunde Pilcher – Dem Himmel so nah
- 2005 : Mit Herz und Handschellen (saison 2, épisode 6)
- 2005 : Tatort – Schneetreiben
- 2006 : SOKO Wismar (saison 3, épisode 7)
- 2007 : Tatort – Der Tote vom Straßenrand
- 2008 : En quête de preuves (saison 11, épisode 6)
- 2008 : GSG9 : Missions Spéciales (dix épisodes)
- 2008 : Wilsberg: Doktorspiele
- 2008–2010 : SOKO Köln (saison 5 épisode 15, saison 7 épisode 13)
- 2009 : Polizeiruf 110 – Endspiel
- 2009–2014 : Stubbe – Von Fall zu Fall (14 épisodes)
- 2010 : Brigade du crime (saison 15 épisode 3)
- 2010–2013 : Stolberg (20 épisodes)
- 2011 : Mick Brisgau (saison 2, épisode 2)
- 2012 : Tatort – Fette Hunde
- Depuis 2014 : Un cas pour deux: Leo Oswald
- 2015 : Une équipe de choc - Beste Freunde
- 2015 : Stralsund: Kreuzfeuer
- 2023 : Sophie Cross: Médecin légiste, Alexander Brandt

Téléfilms
- 2001 : Thomas Mann et les siens (épisode 1)
- 2007 : Ein unverbesserlicher Dickkopf
- 2008 : Alter vor Schönheit
- 2011 : Schicksalsjahre
- 2013 : Mord in den Dünen

Cinéma
- 1999 : La Chanson du sombre dimanche
- 2002 : Mein letzter Film : le directeur de la Photographie
- 2002 : Le Pianiste : SS Slapping Father
- 2003 : Blueprint : Janeck Hausmann
- 2004 : La Mort dans la peau : portier de nuit
- 2007 : Yella : Sprenger
- 2013 : König von Deutschland : Stefan Schmidt

## Source de la traduction
- (de) Cet article est partiellement ou en totalité issu de l’article de Wikipédia en allemand intitulé « Wanja Mues » (voir la liste des auteurs).